# Okręg wyborczy Grampound
Okręg wyborczy Grampound powstał w 1553 r. i wysyłał do angielskiej, a następnie brytyjskiej, Izby Gmin dwóch deputowanych. Okręg obejmował miasto targowe (obecnie wieś) Grampound w Kornwalii. Został rozwiązany z powodu korupcji w 1821 r.

## Deputowani do brytyjskiej Izby Gmin z okręgu Grampound

### Deputowani w latach 1553–1660
- 1553: Thomas Niccolls
- 1553: Egidius Wilson
- 1553: Thomas Smith
- 1553: William Smythwick
- 1554: Richard Chappell
- 1554: Thomas Cornwallis
- 1554–1555: Robert Vaughan
- 1554–1555: George Tedlowe
- 1555: Richard Chappell
- 1555: John Harris
- 1558: Thomas Herle
- 1558: Robert Rychers
- 1559–1567: John Pollard
- 1559–1567: Christopher Perne
- 1571: Edward Clere
- 1571–1581: John Hussey
- 1572–1581: Edmund Sheffield
- 1584–1585: William Stoughton
- 1584–1585: Charles Trevanion
- 1586–1589: Thomas Cromwell
- 1586–1587: John Herbert
- 1588–1589: Richard Sayer
- 1593: Richard Edgcumbe
- 1593: Edward Jones
- 1597–1598: John Legh
- 1597–1598: Robert Newdigate
- 1601: John Gray
- 1601: John Astell
- 1604–1611: William Noy
- 1604–1614: Francis Barnham
- 1614: Thomas St Aubyn
- 1621–1622: John Hampden
- 1621–1622: Robert Carey
- 1624–1625: John Mohun
- 1624–1625: Richard Edgcumbe
- 1625: Samuel Rolle
- 1625–1626: Edward Thomas
- 1625–1626: Thomas St Aubyn
- 1628–1629: Henry Carey, lord Carey
- 1628–1629: Robert Pye
- 1640: William Coryton
- 1640: John Trevanion
- 1640–1648: James Campbell
- 1640–1653: John Trevor
- 1659: Thomas Herle
- 1659: Robert Scawen
- 1659–1660: John Trevor

### Deputowani w latach 1660–1821
- 1660–1660: Thomas Herle
- 1660–1661: Hugh Boscawen
- 1660–1679: John Tanner
- 1661–1679: Charles Trevanion
- 1679–1679: Joseph Tredenham, torysi
- 1679–1685: John Tanner
- 1679–1685: Nicholas Herle
- 1685–1689: Joseph Tredenham, torysi
- 1685–1689: Robert Foley
- 1689–1690: Edward Herle
- 1689–1699: John Tanner
- 1690–1692: Walter Vincent
- 1692–1695: John Buller
- 1695–1698: Hugh Fortescue
- 1698–1702: William Scawen
- 1699–1708: Francis Scobell
- 1702–1713: James Craggs Starszy, wigowie
- 1708–1710: Thomas Scawen
- 1710–1715: Thomas Coke
- 1713–1715: Andrew Quick
- 1715–1722: John West
- 1715–1721: Charles Cooke
- 1721–1722: Richard West
- 1722–1727: William Cavendish, markiz Hartington, wigowie
- 1722–1732: Humphry Morrice
- 1727–1739: Philip Hawkins
- 1732–1734: Isaac le Heup
- 1734–1741: Thomas Hales
- 1739–1741: Thomas Trefusis
- 1741–1747: Daniel Boone
- 1741–1747: William Banks
- 1747–1754: lord George Bentinck
- 1747–1754: Thomas Hawkins
- 1754–1768: Merrick Burrell
- 1754–1768: Simon Fanshawe
- 1768–1774: Grey Cooper
- 1768–1774: Charles Wolfran Cornwall
- 1774–1780: Joseph Yorke
- 1774–1780: Richard Neville
- 1780–1784: John Ramsden
- 1780–1784: Thomas Lucas
- 1784–1790: John Cocks
- 1784–1790: Francis Baring
- 1790–1796: Thomas Wallace
- 1790–1796: Jeremiah Crutchley
- 1796–1800: Bryan Edwards
- 1796–1802: Robert Sewell
- 1800–1807: Christopher Hawkins
- 1802–1806: Benjamin Hobhouse
- 1806–1807: Henry Fawcett
- 1807–1808: Andrew Cochrane-Johnstone
- 1807–1808: George Frederick Augustus Cochrane
- 1808–1808: Robert Williams Starszy
- 1808–1808: John Teed
- 1808–1812: William Holmes, torysi
- 1808–1812: George Frederick Augustus Cochrane
- 1812–1814: Andrew Cochrane-Johnstone
- 1812–1818: John Teed
- 1814–1818: Ebenezer Collett
- 1818–1821: John Innes
- 1818–1821: Alexander Robertson